# دائرة بوزقن
دائرة بوزقن إحدى دوائر ولاية تيزي وزو. 
مقرها بوزقن. 
تبلغ مساحتها 209.9725 كم² يقطنها 61085 نسمة (أي بكثافة سكانية تقدر بـ 291 نسمة /كم²). 
وتضم كل من بلديات :
- بوزقن
- إجر
- إيلولة أمالو
- بني زيكي

## زوايا
- زاوية سيدي أحمد بن يحيى أومالو

## شخصيات
- أحمد بن إدريس الإيلولي (685هـ-760هـ)

## مواضيع ذات صلة
- دوائر ولاية تيزي وزو
- بلديات ولاية تيزي وزو